# حزب الشعب التقدمي
حزب الشعب التقدمي (بالإنجليزية: People's Progressive Party)‏ هو حزب سياسي غامبي، أسس في 1959.

## أعضاء بارزون
- كود سباركل
- تحديث القائمة

- داودا جاوارا
- Augusta Jawara
- Nyimasata Sanneh-Bojang
- Alieu Badara N’Jie
- Louise N’Jie
- Omar Sey
- Fanta Singhateh
- Momodou Baboucar Njie
- Paul L. Baldeh
- Ibrahima B. A. Kelepha-Samba